# Phaonia cineripollinosa
Phaonia cineripollinosa är en tvåvingeart som beskrevs av Xue, Tong och Wang 2008. Phaonia cineripollinosa ingår i släktet Phaonia och familjen husflugor.
Artens utbredningsområde är Tibet. Inga underarter finns listade i Catalogue of Life.